# 율현중학교
율현중학교(栗賢中學校)는 대한민국 경기도 수원시 팔달구 화서동에 있는 공립 중학교이다.

## 학교 연혁
- 2002년 1월 14일 : 율현중학교 설립 인가
- 2002년 3월 1일 : 초대 장동선 교장 취임
- 2002년 3월 5일 : 제1회 입학식 (352명 8학급)
- 2005년 2월 16일 : 제1회 졸업식 (350명 8학급)
- 2019년 3월 1일 : 제7대 양재학 교장 취임
- 2024년 1월 5일 : 제20회 졸업식(293명 10학급)
- 2024년 3월 4일 : 제23회 입학식(248명 9학급)

## 참고 자료
- 율현중학교 - 한국교육학술정보원 학교알리미